# Herbert Schachtschneider
Herbert Schachtschneider (* 5. Februar 1919 im Allenstein, Ostpreußen; † 26. Oktober 2008 in Köln) war ein deutscher Opernsänger (Tenor).

## Leben
Schachtschneider wuchs in Berlin auf und begann 1936, ein Jahr vor Ablegen seines Abiturs, ein privates Gesangsstudium. 1937 bis 1939 war er Schüler von Julius von Raatz-Brockmann an der Musikhochschule in Berlin.
Nach Kriegsbeginn wurde er zur Wehrmacht eingezogen, und nach der alliierten Invasion in der Normandie 1944 geriet er in britische Kriegsgefangenschaft, aus der er erst am Silvesterabend 1948 entlassen wurde. Er blieb zunächst in England und wurde in London Schüler von Hans Nachod.
Nach Deutschland zurückgekehrt hatte er zunächst Auftritte in Revuen und Musicals, in Fernsehproduktionen beim NDR sowie bei den Eutiner Festspielen. Es folgten erste Festengagements an die Bühnen in Flensburg, Mainz und Essen. Schließlich kam er 1959 unter Oscar Fritz Schuh an die Städtischen Bühnen in Köln, wo er über 25 Jahre ein Repertoire deutscher, slawischer, französischer und italienischer Oper interpretierte. Gastspiele führten ihn nach Wien, Buenos Aires, an die Mailänder Scala und nach London. Er arbeitete unter anderem mit den Dirigenten Siegfried Köhler, Hans Swarowsky, Rafael Kubelík, Joseph Keilberth, Nello Santi und Wolfgang Sawallisch zusammen. 

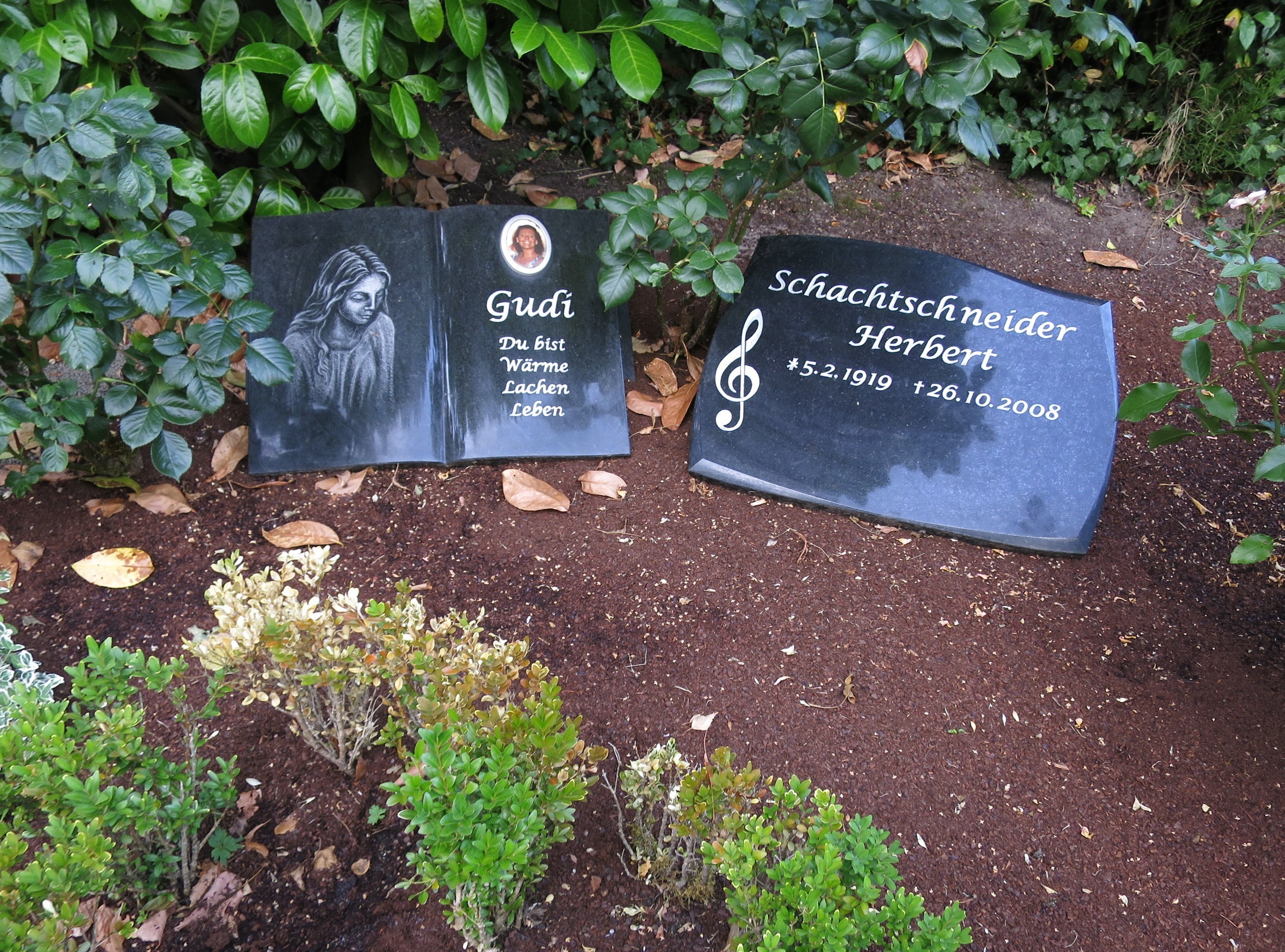
Grab Melaten-Friedhof

Das breitgefächerte Rollenrepertoire von Herbert Schachtschneider reichte vom Herzog in Rigoletto über Otello bis zu Samson und Tannhäuser. Er sang in Wieland Wagners Kölner Ring den Loge neben George Londons Wotan. In Berlin sang er den Mephistopheles in Busonis Doktor Faust neben Dietrich Fischer-Dieskau. 
Ab 1972 war er Dozent an der Musikhochschule in Saarbrücken, und ab 1975 hatte er dort eine Professur inne.
Schachtschneider starb 2008 im Alter von 89 Jahren und wurde auf dem Kölner Friedhof Melaten (Flur 22 (V)) beigesetzt.

## Diskografie
- Richard Wagner, Lohengrin, Gesamtaufnahme, Hans Swarowsky, 1968, (CD Weltbild Classics, 24. April 1996)